# Lista płazów Malty
Lista płazów na Malcie jest dość mała, ponieważ na archipelagu maltańskim występują obecnie tylko trzy gatunki:

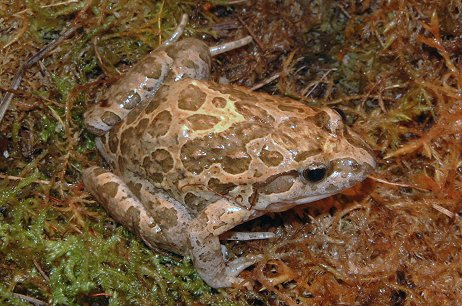
Ropuszka krągłojęzyczna

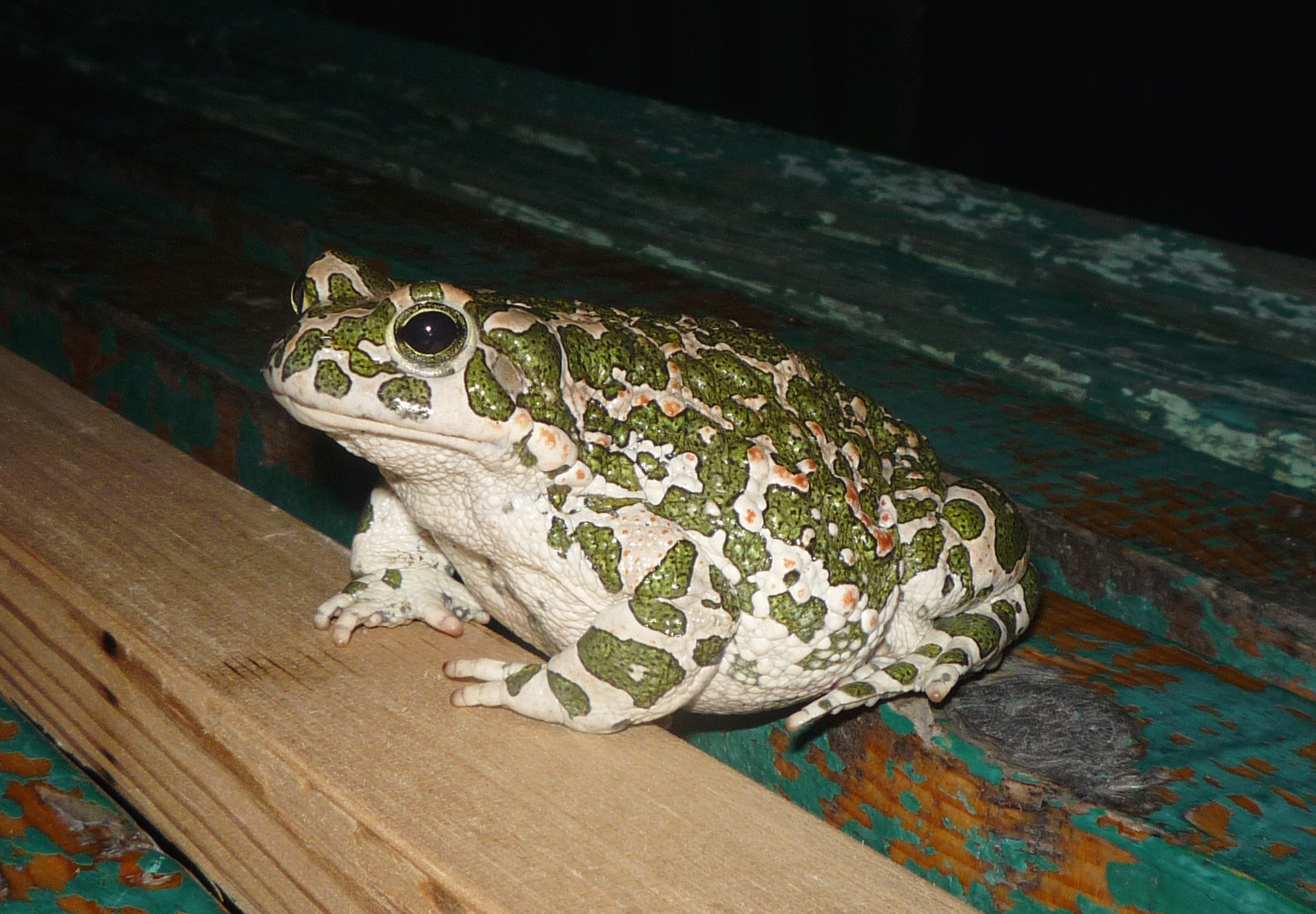
Ropucha zielona

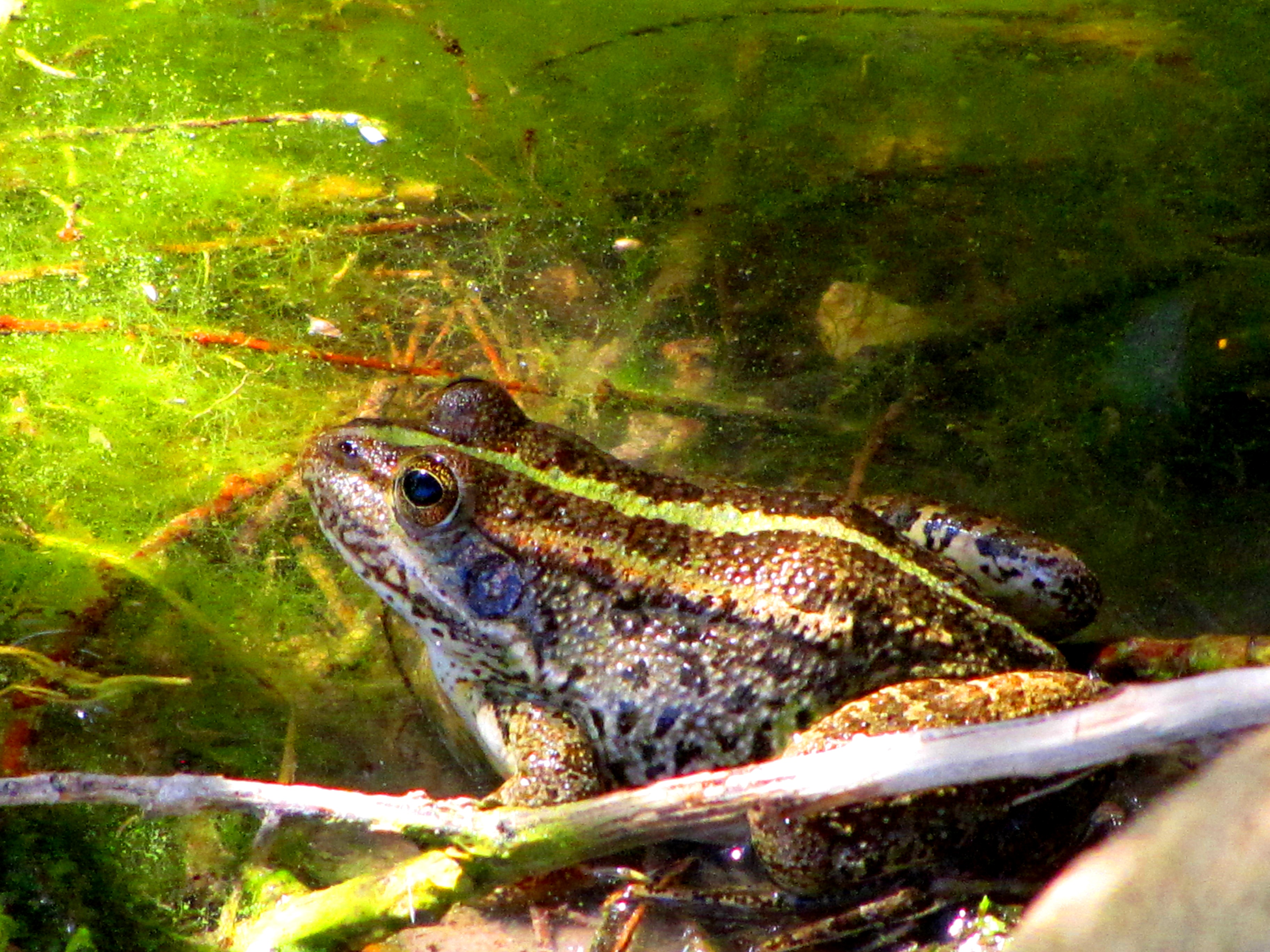
Pelophylax bedriagae

## Podgromada:Lissamphibia

### Nadrząd:Salientia

#### Rząd:Anura
- Podrząd: Neobatrachia
  - Rodzina: Alytidae
    - Rodzaj: Discoglossus
      - Ropuszka krągłojęzyczna Discoglossus pictus LC[8] (jedyny gatunek rodzimy)[9][10]

  - Rodzina: Bufonidae
    - Rodzaj: Bufotes
      - Ropucha zielona Bufotes viridis LC[11][a].

  - Rodzina: Ranidae
    - Rodzaj: Pelophylax
      - Pelophylax bedriagae Pelophylax bedriagae LC[14][b]